# 福岡県道762号古賀十八線
福岡県道762号古賀十八線（ふくおかけんどう762ごう こがじゅうはちせん）は、福岡県久留米市から一部筑後市を経由して、再び久留米市に至る一般県道である。

## 概要
久留米市三潴町西牟田から一部筑後市大字西牟田を経由して、再び久留米市三潴町西牟田に至る
起点と終点は久留米市三潴町西牟田だが一部は筑後市大字西牟田を通過する。

### 路線データ
- 起点：福岡県久留米市三潴町西牟田（佐賀県道・福岡県道15号佐賀八女線交点）
- 終点：福岡県久留米市三潴町西牟田（福岡県道84号三潴上陽線交点）

## 地理

### 通過する自治体
- 久留米市
- 筑後市
- 久留米市

### 交差する道路
| 交差する道路                     | 市町村名 | 交差する場所 | 交差する場所 |
| -------------------------------- | -------- | ------------ | ------------ |
| 佐賀県道・福岡県道15号佐賀八女線 | 久留米市 | 三潴町西牟田 | 起点         |
| 福岡県道89号瀬高久留米線         | 筑後市   | 大字西牟田   |              |
| 福岡県道84号三潴上陽線           | 久留米市 | 三潴町西牟田 | 終点         |

### 沿線
- 久留米市立西牟田小学校
- JR九州鹿児島本線 西牟田駅[注釈 1]